# Santa Inés en Agone
La iglesia de Santa Inés en Agone (en italiano: Sant'Agnese in Agone) es una iglesia barroca del siglo XVII situada en Roma, Italia. Está construida frente a la plaza Navona, uno de los principales espacios urbanos en el centro histórico de la ciudad y en el lugar donde la cristiana Santa Inés fue martirizada en el antiguo estadio de Domiciano. Su construcción comenzó en 1652 por los arquitectos Girolamo Rainaldi y su hijo Carlo Rainaldi. Después de numerosas disputas, Francesco Borromini reemplazaría a ambos, aunque tras la dimisión de Borromini, se volvió a llamar a Carlo Rainaldi, con el fin de que continuara con las obras.
La iglesia es una diaconía titular, siendo el actual cardenal-diácono Gerhard Ludwig Müller.

## Historia

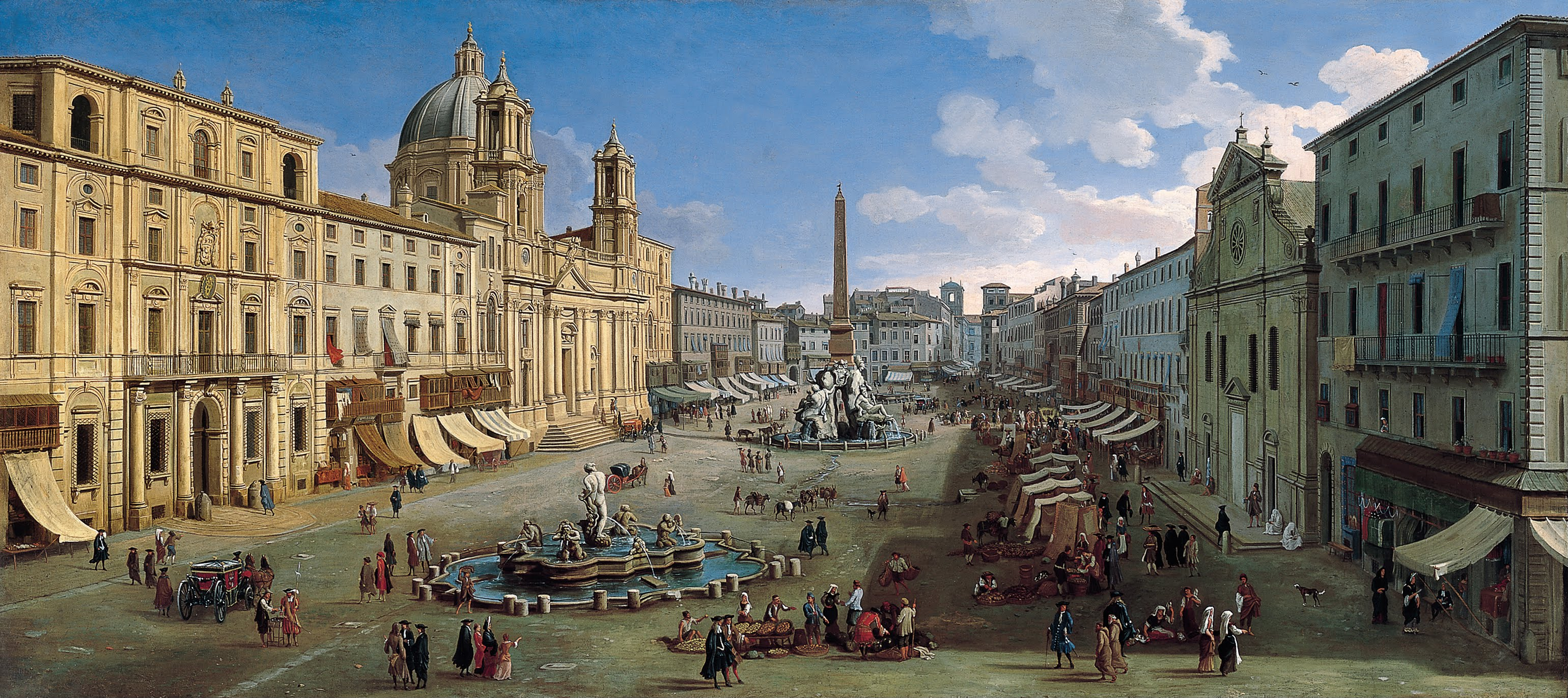
Piazza Navona, Rome (1699), óleo sobre lienzo de Gaspar van Wittel (1653–1736)

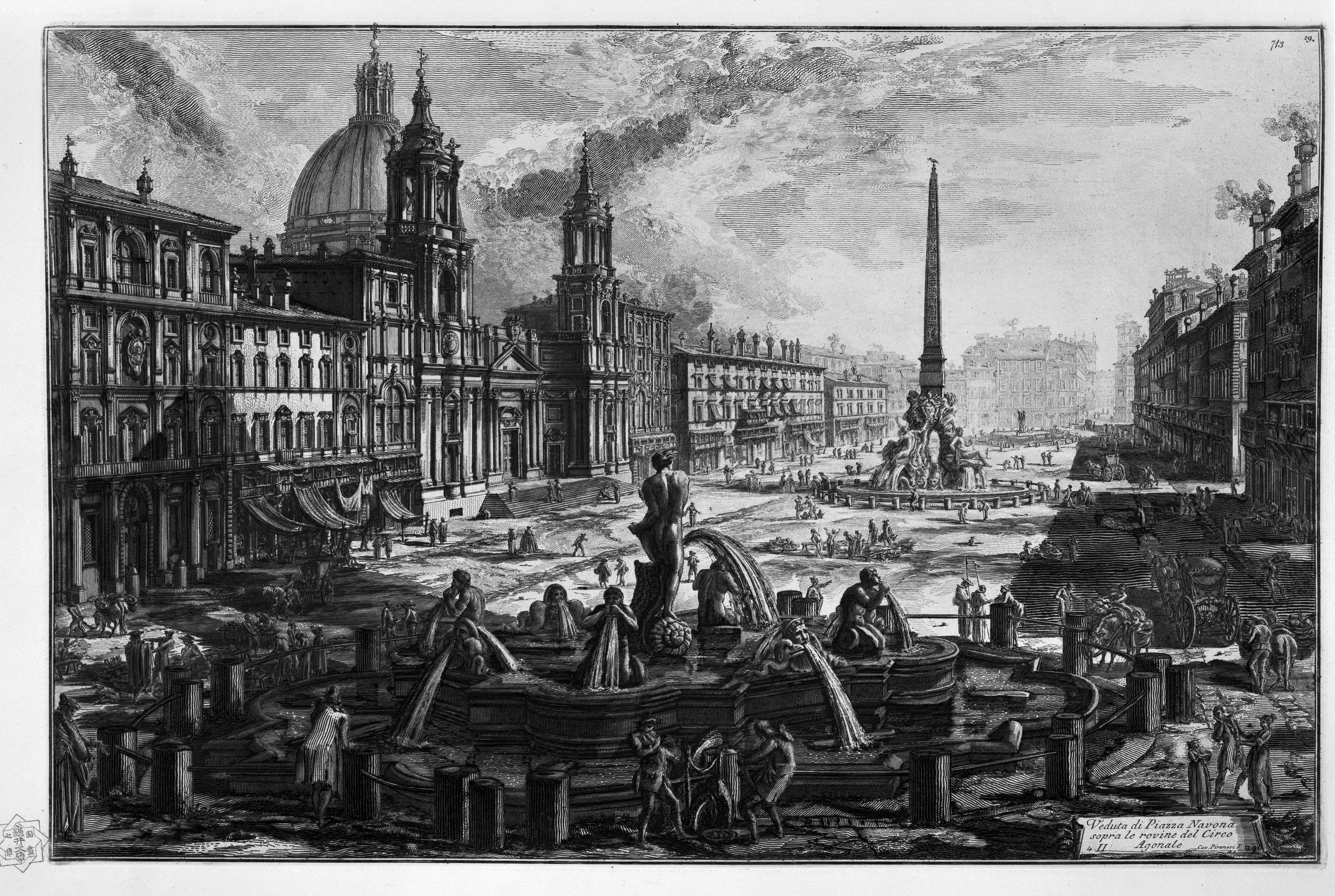
Grabado Veduta di Piazza Navona sopra le rovine del Circo Agonale (1748-1774), de Piranesi (1720–1778)

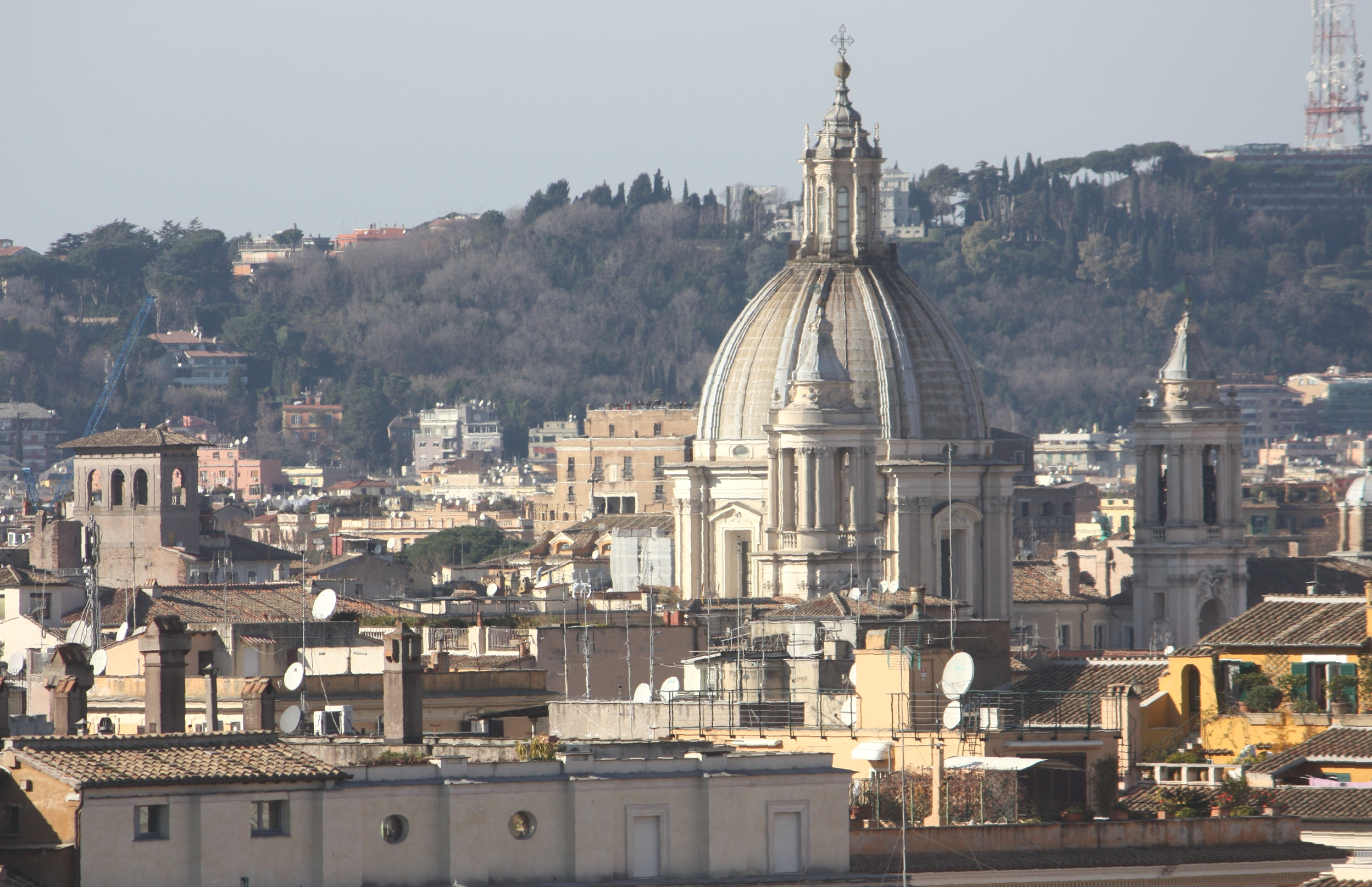
La cúpula de Santa Inés sobresaliendo sobre el caserío romano

La construcción de la iglesia se inició en 1652, por iniciativa del papa Inocencio X (pap. 1644-1655), cuyo palacio familiar, el palazzo Pamphili, que se encuentra junto a la iglesia. acababa de ser terminado (1644-1650). Debía ser efectivamente una capilla familiar anexa a su residencia (por ejemplo, se realizó una abertura en el tambor de la cúpula para que la familia pudiera participar en los servicios religiosos desde su palacio).
Los primeros diseños para una iglesia de planta central, de cruz griega, fueron preparados por el arquitecto de la familia Pamphili, Girolamo Rainaldi, y por su hijo Carlo Rainaldi en 1652. Reorientaron la entrada principal a la iglesia desde la Via Santa Maria dell'Anima, una calle establecida a una manzana de la plaza, hasta la plaza Navona, un gran espacio urbano que Inocencio estaba transformando en un escaparate urbano asociada a su familia. La intención era construir la nueva iglesia sobre el antiguo oratorio erigido en el siglo VIII que se convertiría en una cripta; esto significaba que la nueva iglesia debía elevarse muy por encima del nivel de la plaza, pero esta idea se abandonó una vez que comenzó la construcción. Los dibujos originales se han perdido, pero se cree que el diseño de la fachada de la plaza Navona incluía un nártex entre dos torres y una amplia escalera que bajaba a la piazza.
El diseño recibió duras críticas, incluidos los peldaños hacia la piazza, que se pensaba que se proyectaban excesivamente, por lo que Carlo Rainaldi eliminó la idea del narthex y la sustituyó por una fachada cóncava para que los escalones no fueran tan intrusivos. La idea de las torres gemelas enmarcando una cúpula central puede estar en deuda con los campanarios de Bernini en la fachada de la basílica de San Pedro. No obstante, el diseño de Rainaldi de una fachada cóncava y una cúpula central enmarcada por torres gemelas influyó en el diseño posterior de la iglesia en el norte de Europa. En 1653, los Rainaldis fueron reemplazados por Borromini.
Borromini tuvo que trabajar con los cimientos de Rainaldi, pero hizo ajustes; en el interior, por ejemplo, colocó columnas hacia los bordes de los pilares de la cúpula que tenían el efecto de crear una amplia base para las pechinas de las cúpulas en lugar de la base puntiaguda, que era la solución romana habitual. Sus dibujos muestran que en la fachada a la Piazza Navona, diseñó escalones curvos que descendían a la plaza, cuya curvatura convexa juega contra la curvatura cóncava de la fachada para formar un descanso oval frente a la entrada principal. Su fachada debía tener ocho columnas y un frontón roto sobre la entrada. Diseñó las torres de flanqueo con una sola planta, por encima de las cuales habría una disposición compleja de columnas y vanos convexos con balaustradas.
En el momento de la muerte de Inocencio en 1655, la fachada había alcanzado la cima del orden inferior. El sobrino de Inocencio, Camillo Pamphili, se desinteresó en la iglesia y Borromini se desilusionó, lo que finalmente llevó a su renuncia en 1657.
Carlo Rainaldi fue nombrado de nuevo y realizó una serie de modificaciones en el diseño de Borromini, incluyendo una planta adicional a las torres de flanqueo y la simplificación de sus partes superiores. A la muerte de Camillo, su esposa Olympia (de la familia Aldobrandini), le encargó a Bernini que se hiciera cargo. Fue responsable del frontón sobre la entrada principal y del enfático entablamento en el interior.
En 1668, el hijo de Olympia, Camillo, asumió la responsabilidad de la iglesia. Reincorporó a Carlo Rainaldi como arquitecto y contrató a Ciro Ferri para crear los frescos para el interior de la cúpula. Se agregaron decoraciones adicionales; había esculturas a gran escala y efectos policromados en mármol. Ninguna de estas cosas es probable que hubiesen satisfecho a Borromini.

Vistas exteriores
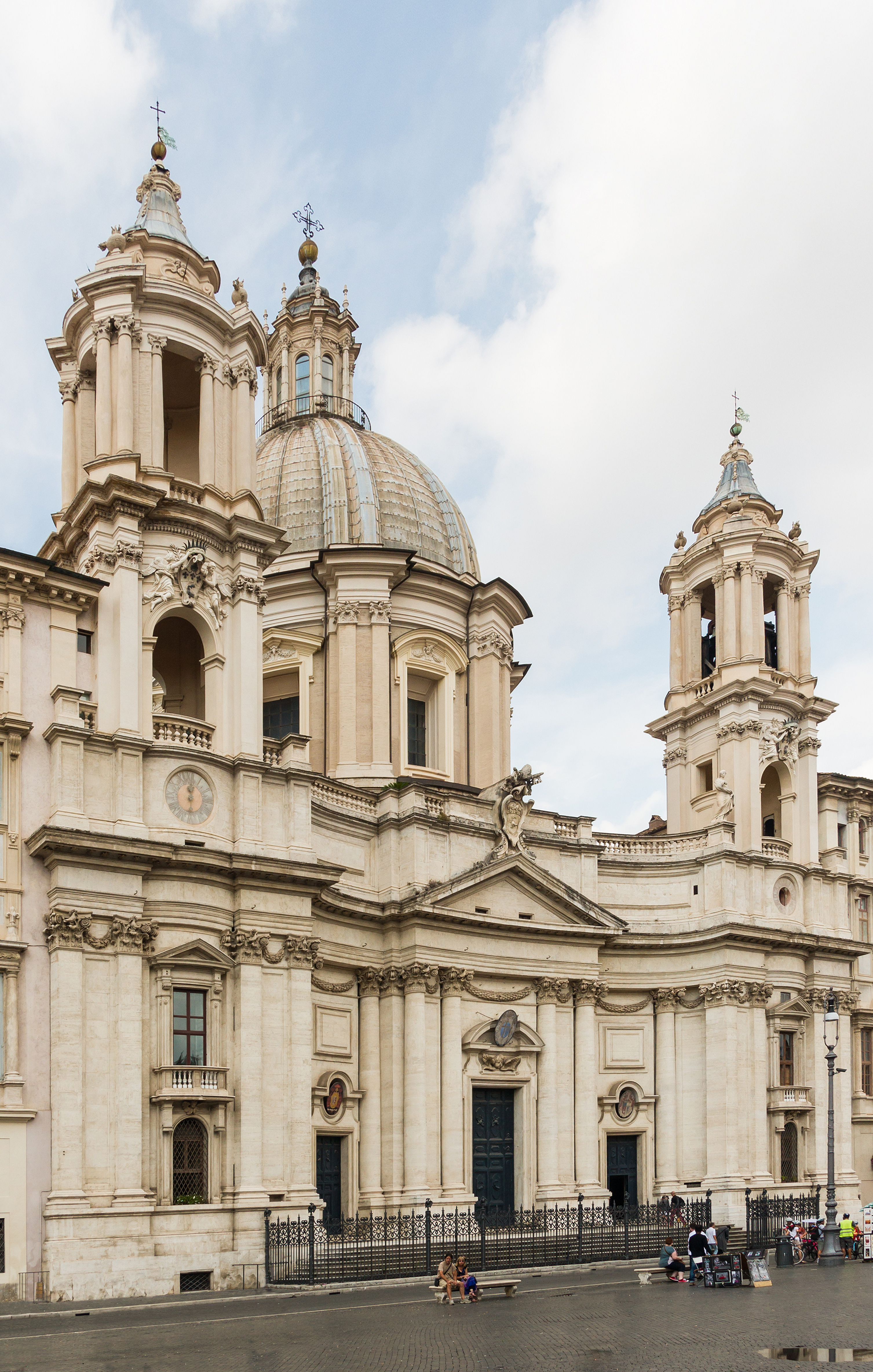
La fachada en escorzo
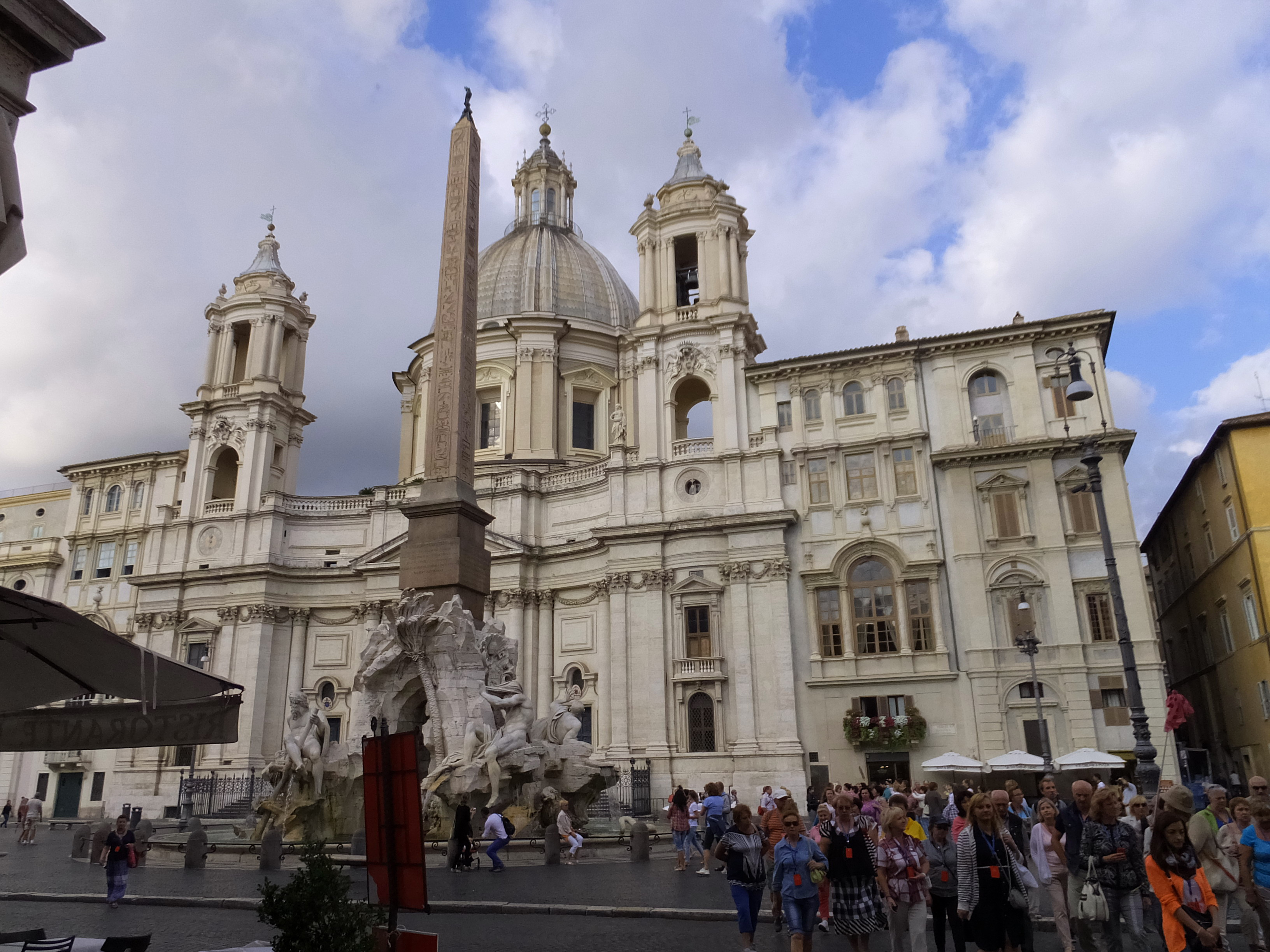
Fuente de los Cuatro Ríos de Bernini , y detrás Santa Inés
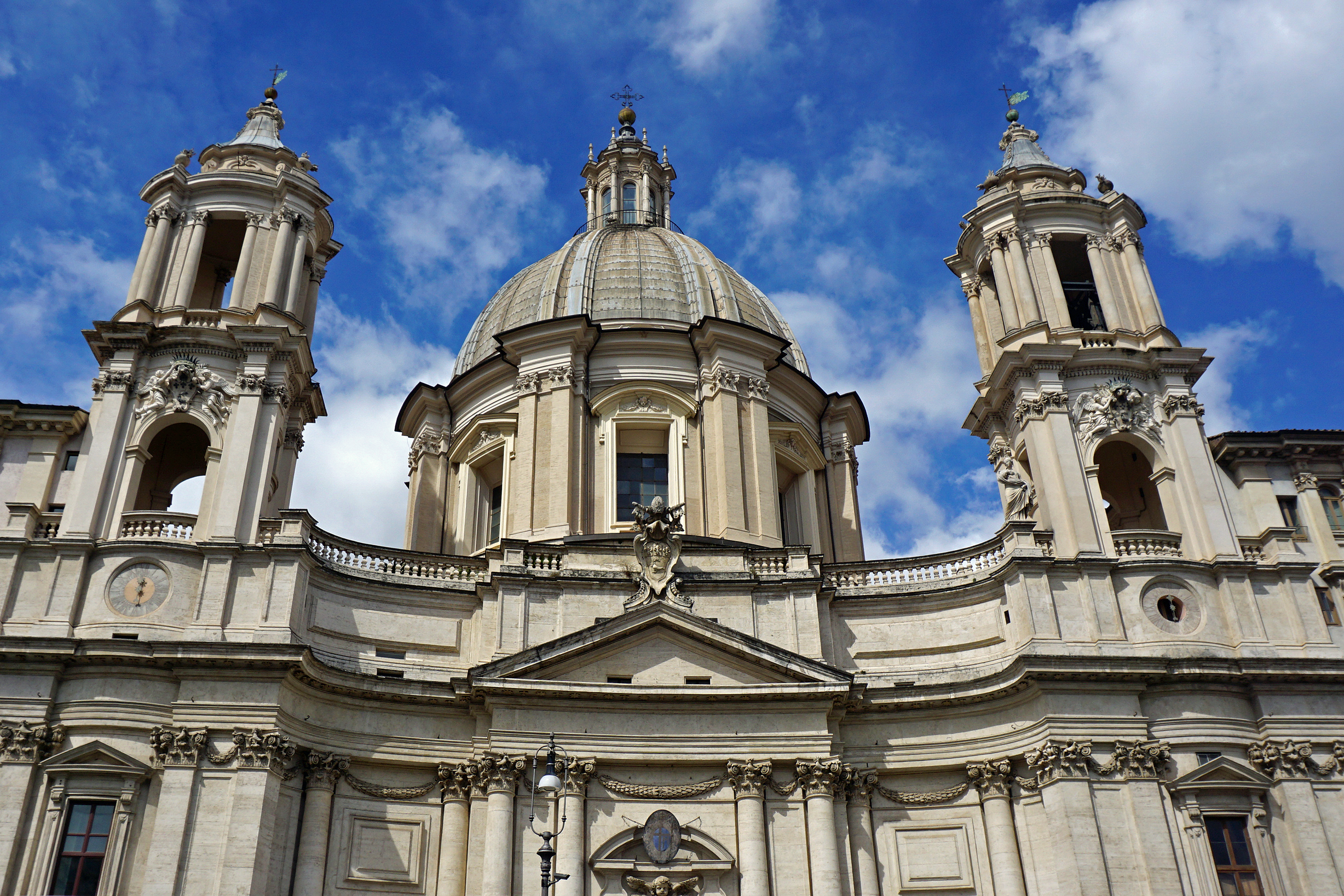
Parte central de la fachada
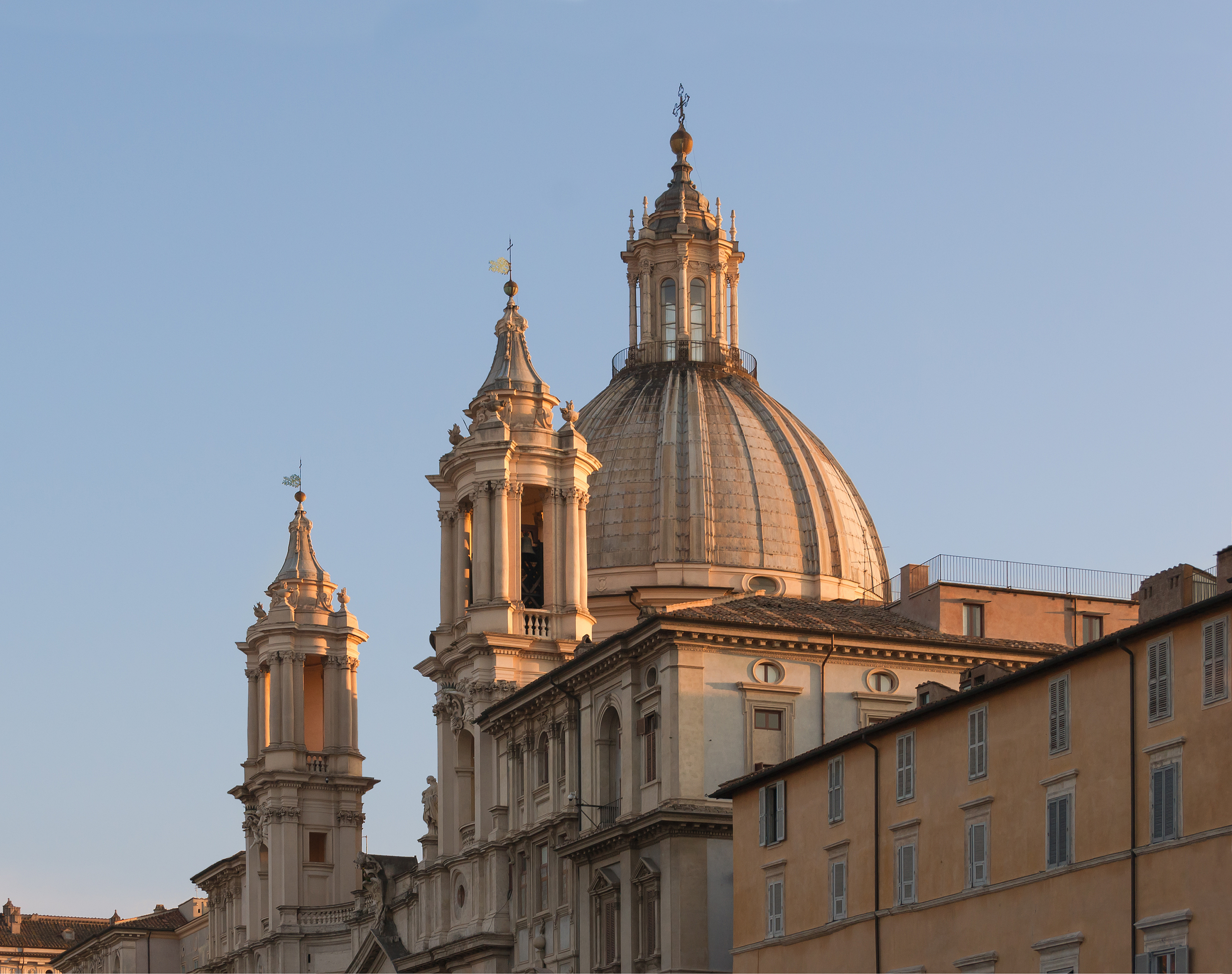
Cúpula y campaniles flanqueándola
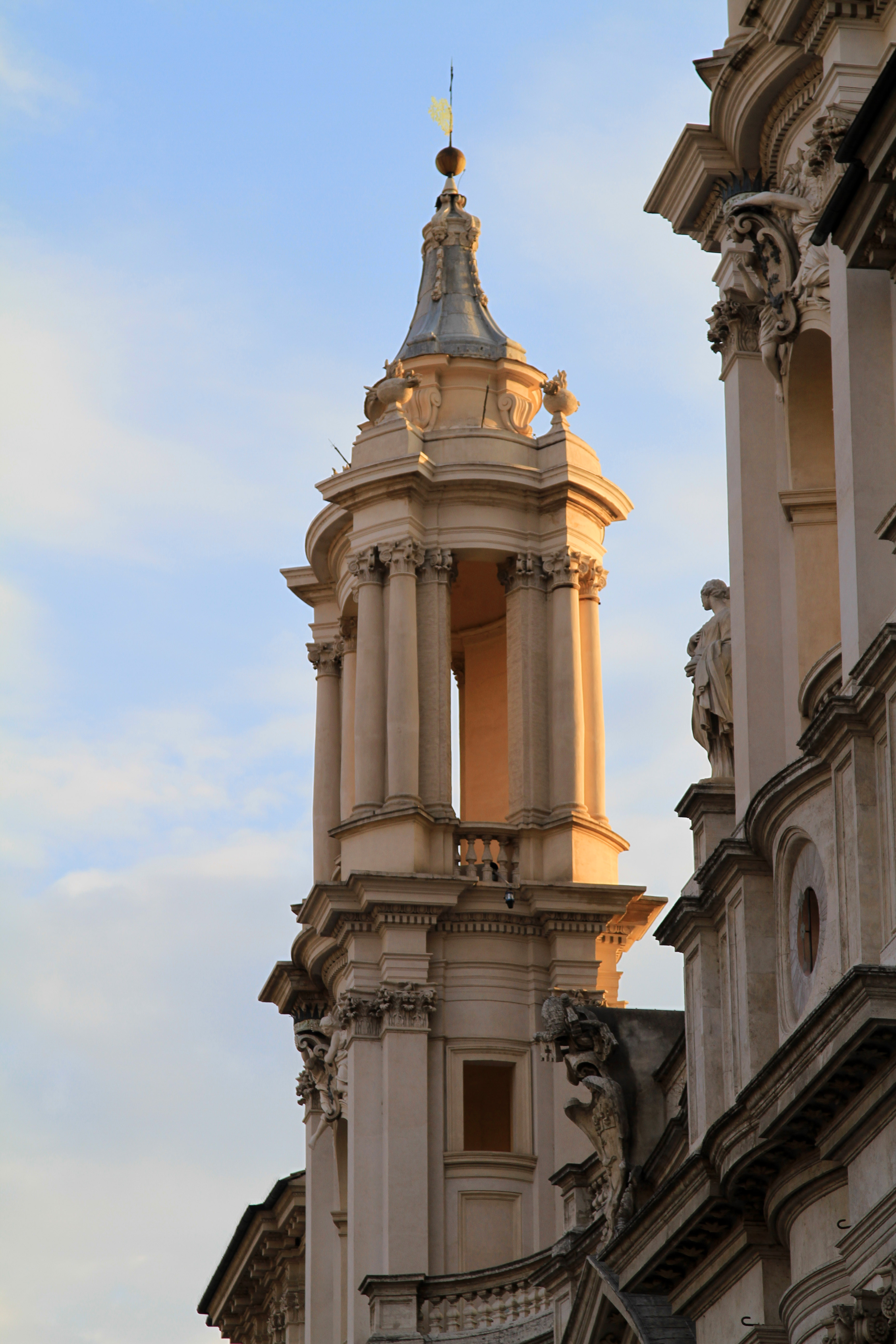
Detalle del campanile

## Interior

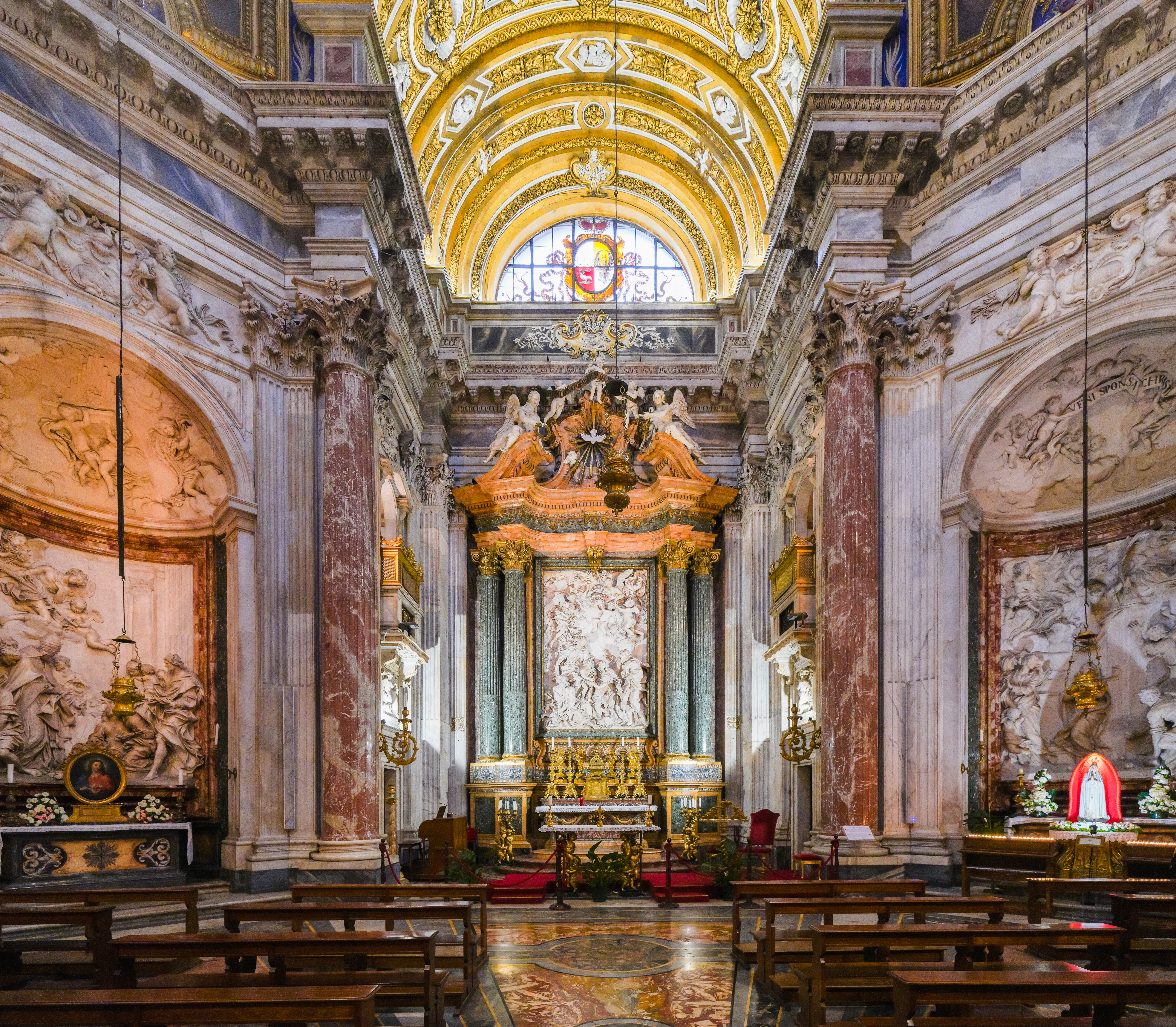
Vista hacia el altar mayor

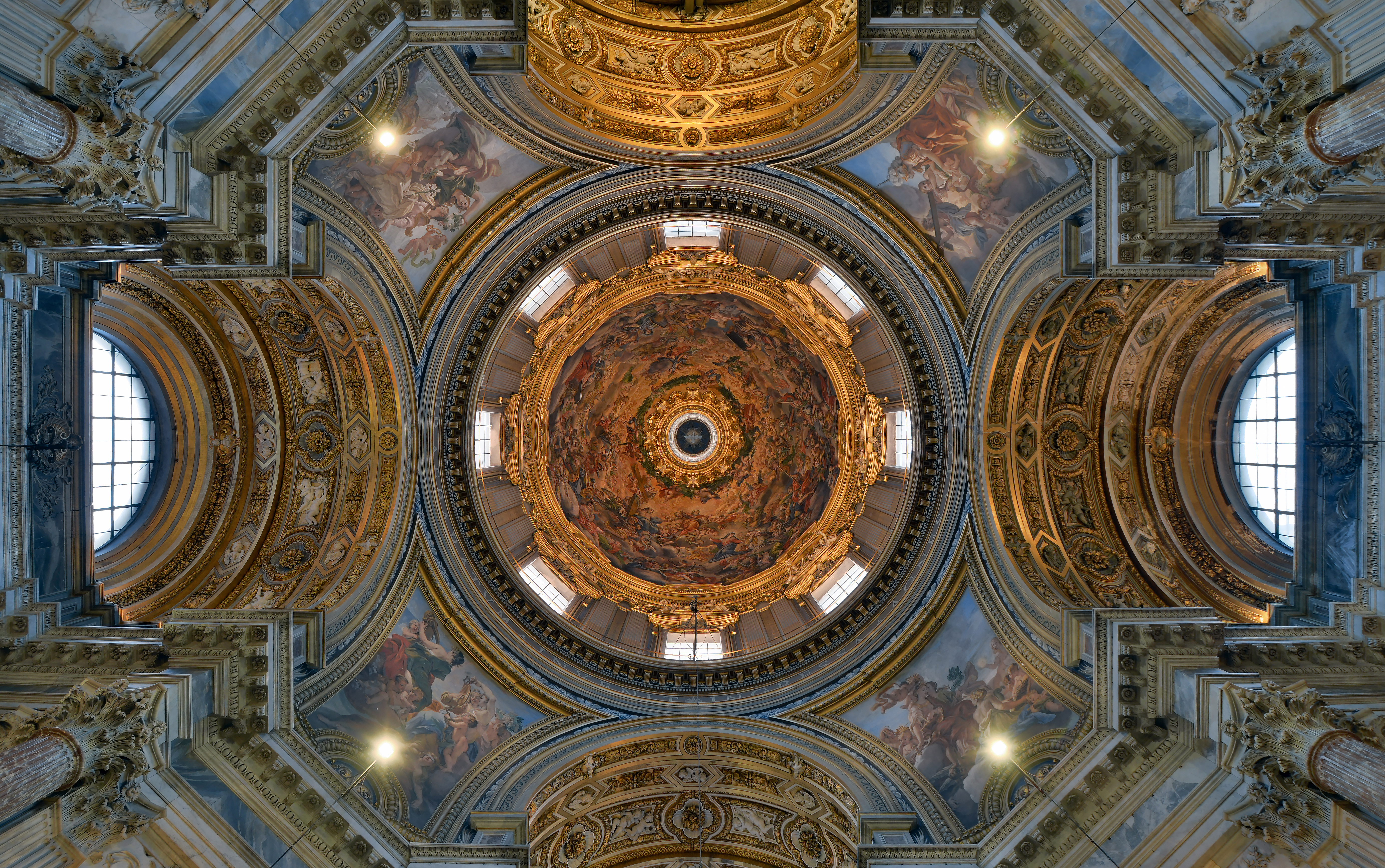
Vista de la cúpula y las pechinas con frescos; ábside a la izquierda, entrada con órgano y tumba del papa Inocencio X a la derecha.

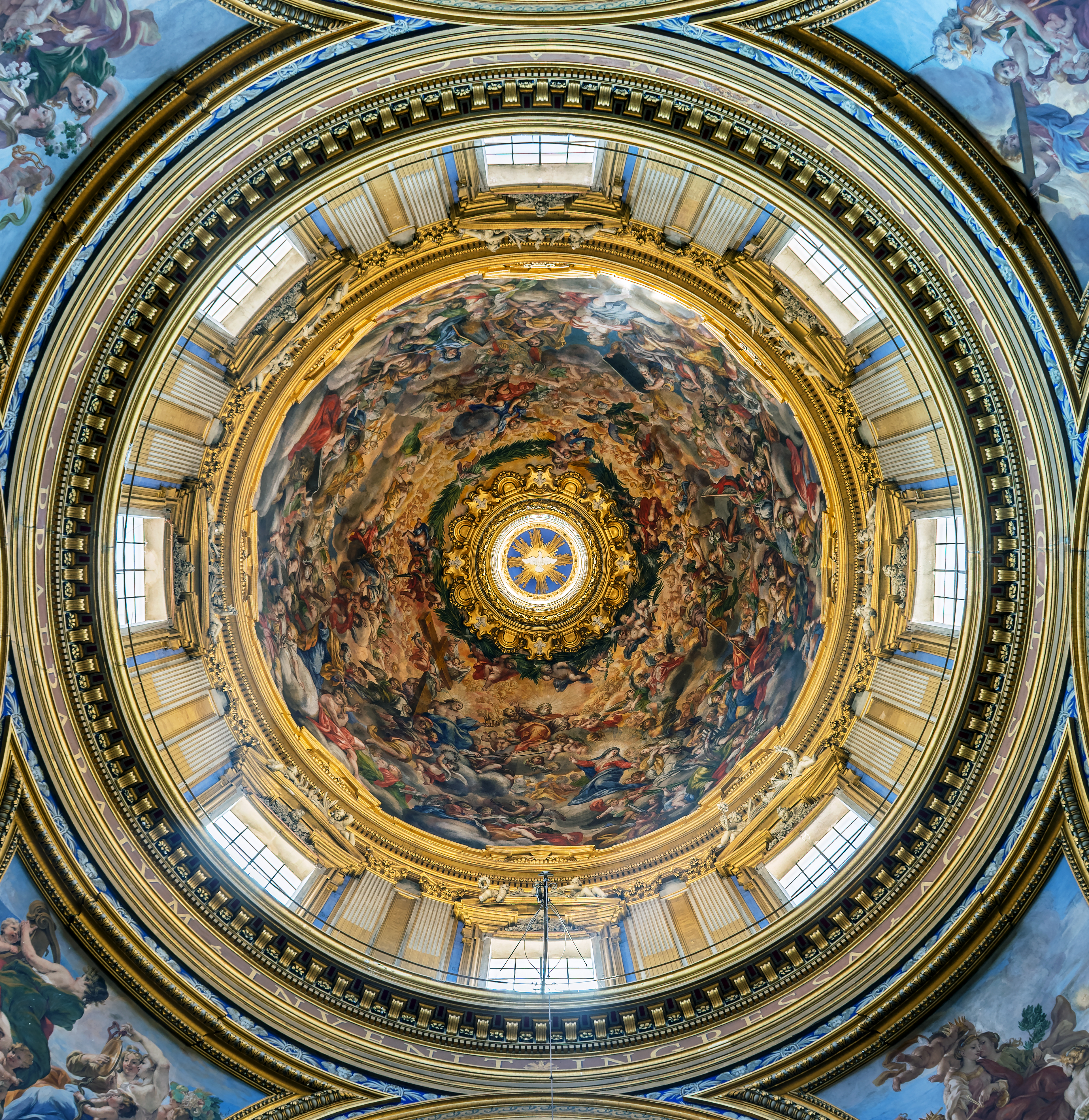
Cúpula con frescos, de Ferri

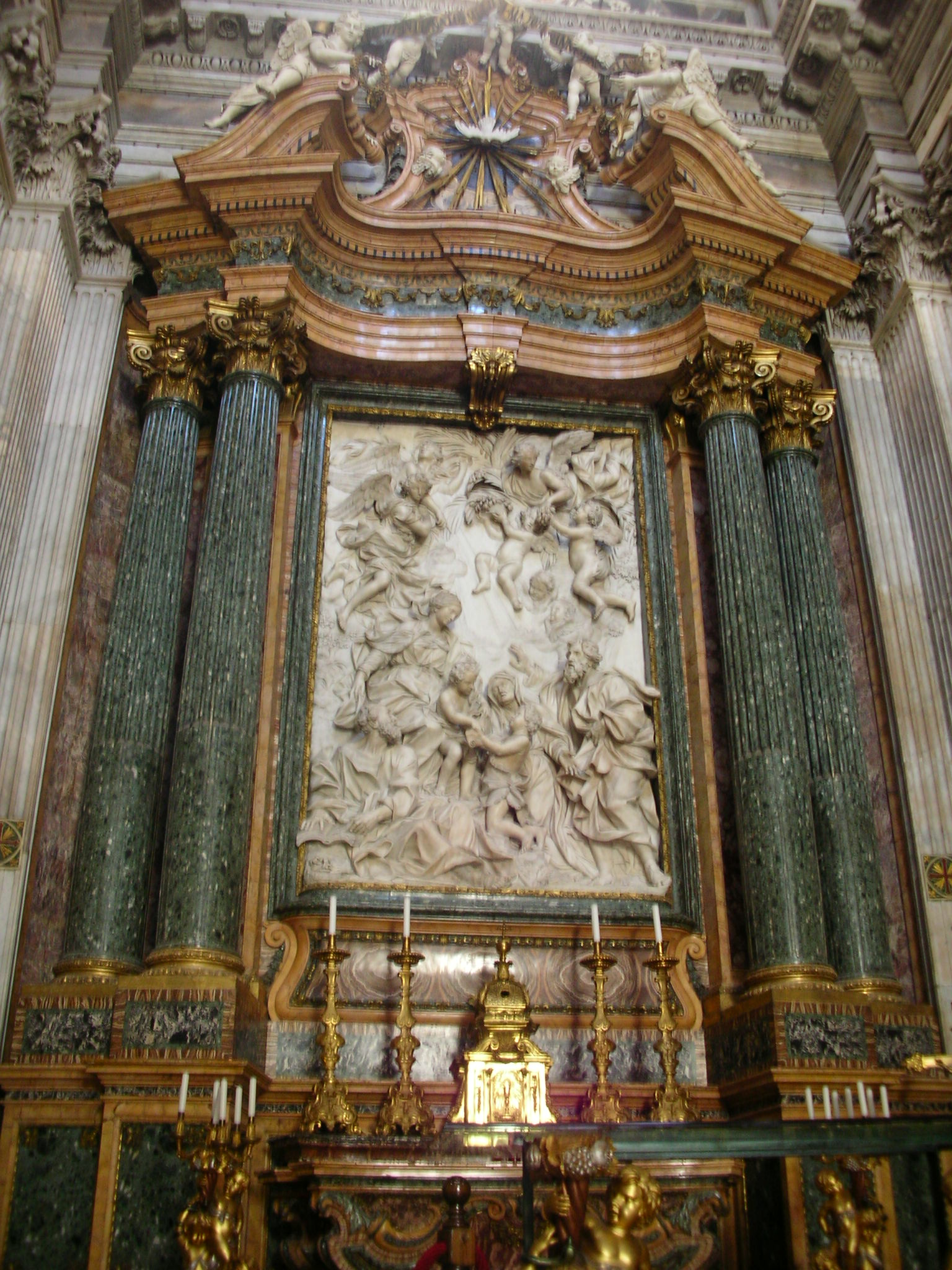
Altar principal con el relieve de La Sagrada Familia, de Domenico Guidi

La cúpula está pintada al fresco con la Asunción de María, comenzada en 1670 por Ciro Ferri y terminada después de su muerte en 1689 por Sebastiano Corbellini. Las pechinas de la cúpula fueron pintadas con las Virtudes cardinales (1662-1672) por el protegido de Bernini, Giovanni Battista Gaulli. En la sacristía, hay un canavas que representa la Gloria de Santa Inés, obra de Paolo Gismondi.
El interior casi circular, en realidad un diseño de cruz griega, está rodeado circunferencialmente por obras maestras escultóricas de mármol del Barroco, dedicadas a santos mártires individuales. Hay cuatro altares en los pilares con relieves, inusualmente establecidos en nichos semicirculares. Entre la decoración escultórica se encuentran:
- Las Dos Sagradas Familias (1676) por Domenico Guidi - El altar principal inicialmente estaba destinado a contener un Milagro de Santa Inés encargado a Alessandro Algardi, pero que murió poco después de recibir la comisión. Algardi proporcionó un pequeño modelo mientras que un modelo de escayola a escala real (ahora en el Oratorio dei Filippini) fue hecho por sus asistentes Ercole Ferrata y Guidi.[8] Por alguna razón, el proyecto para el conjunto del Milagro fue abandonado, y en su lugar Guidi creó un relieve en mármol , representando a La Sagrada Familia según su diseño.
- Muerte de San Alejo de Giovanni Francesco Rossi es el relieve sobre el primer altar a la derecha.
- Martirio de Santa Emerentiana de Ercole Ferrata, con la porción superior completada por Leonardo Reti está en el segundo altar a la derecha.
- Martirio de San Eustaquio de Melchiorre Cafà está en el primer altar a la izquierda. Debido a la repentina muerte prematura de Cafà, gran parte del relieve fue completado por su maestro, Ferrata, y su taller.
- Muerte de Santa Cecilia de Antonio Raggi, está en el segundo altar a la izquierda.
- Santa Inés en la pira de Ercole Ferrata está en el segundo altar del transepto a la derecha. En el segundo altar del transepto o a la izquierda está el San Sebastián (c.1717-1719) con una estatua de Pier Paolo Campi, y también cuenta con dos ángeles de mármol de su maestro Pierre Le Gros, que bien podrían ser las últimas obras de Le Gros.[9] Las estatuas de Santa Inés y de San Sebastián están ubicadas en una arquitectura ilusionista de coloreado mármol.
- Tumba Monumento del Papa Inocencio X  (1729) de Giovanni Battista Maini - El monumento fue originalmente planeado a gran escala, pero fue ejecutado dispuesto sobre la entrada principal en un monumento mucho más modesto.
- Las decoraciones de estuco en las semicúpulas de los nichos con los ángeles que presentan los símbolos del santo respectivo don del taller de Ferrata.

Dentro de la iglesia también hay un santuario para Santa Inés, que contiene su cráneo y un relieve de mármol de Alessandro Algardi.

Obras del interior
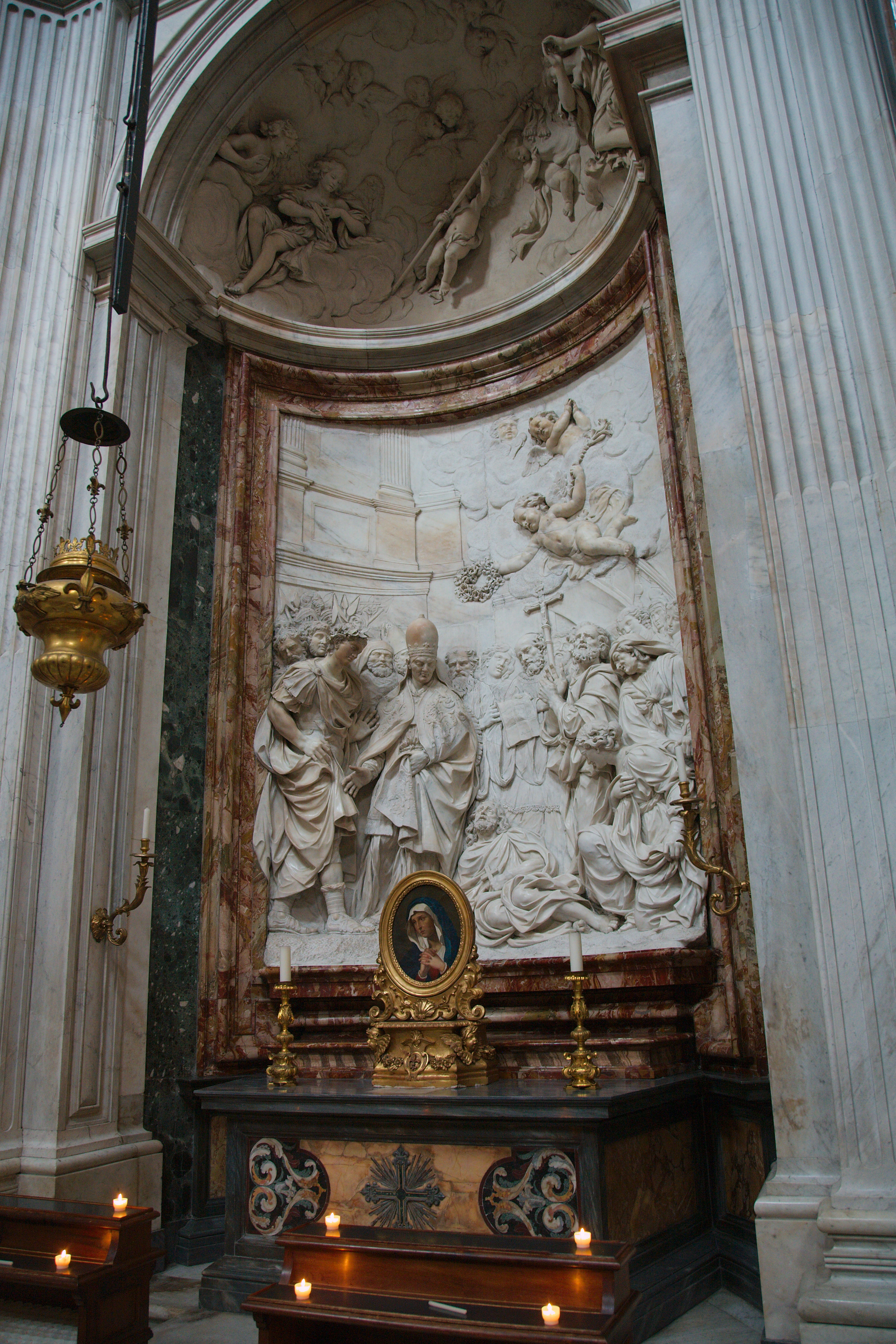
Muerte de San Alejo de Rossi
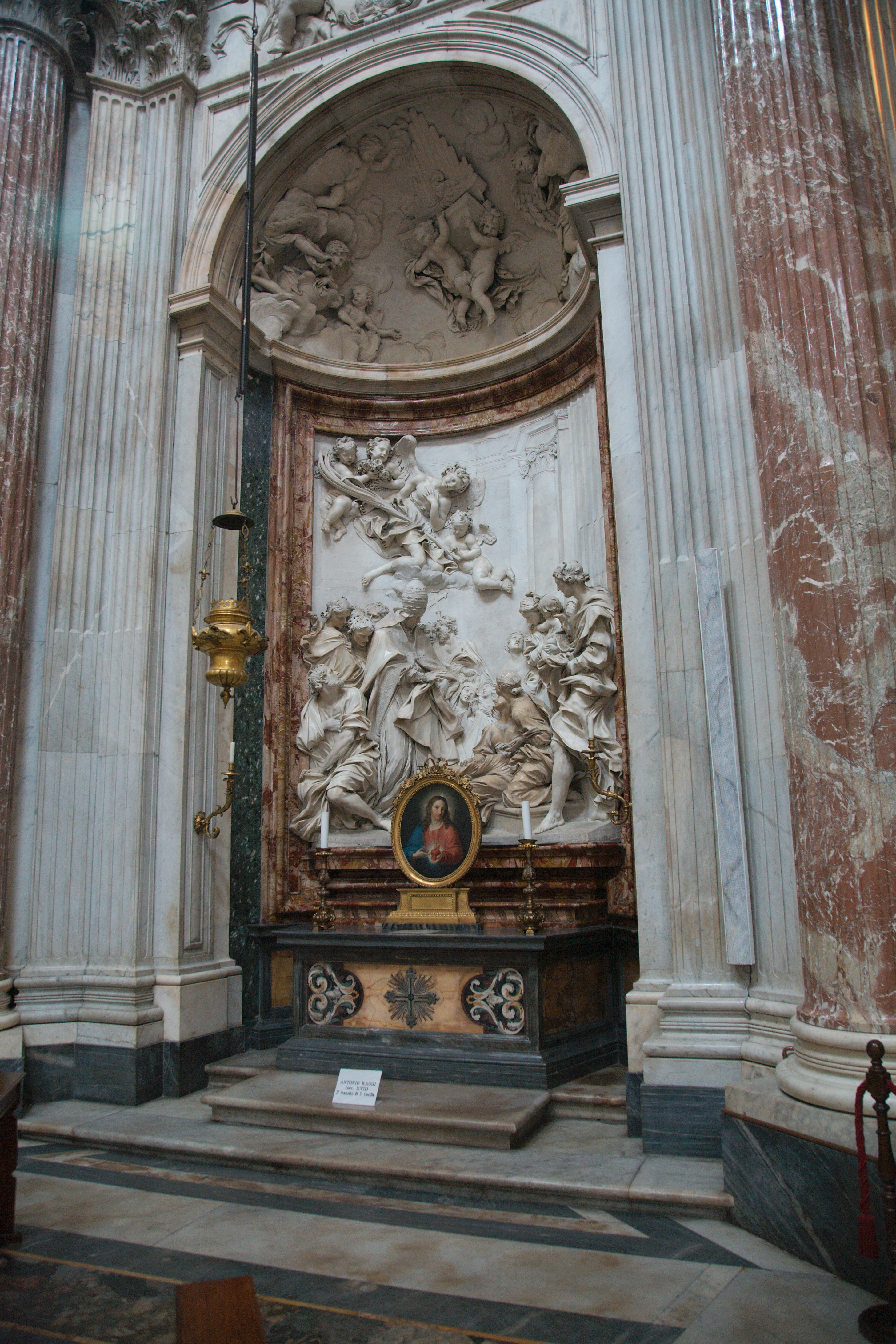
Muerte de Santa Cecilia de Raggi
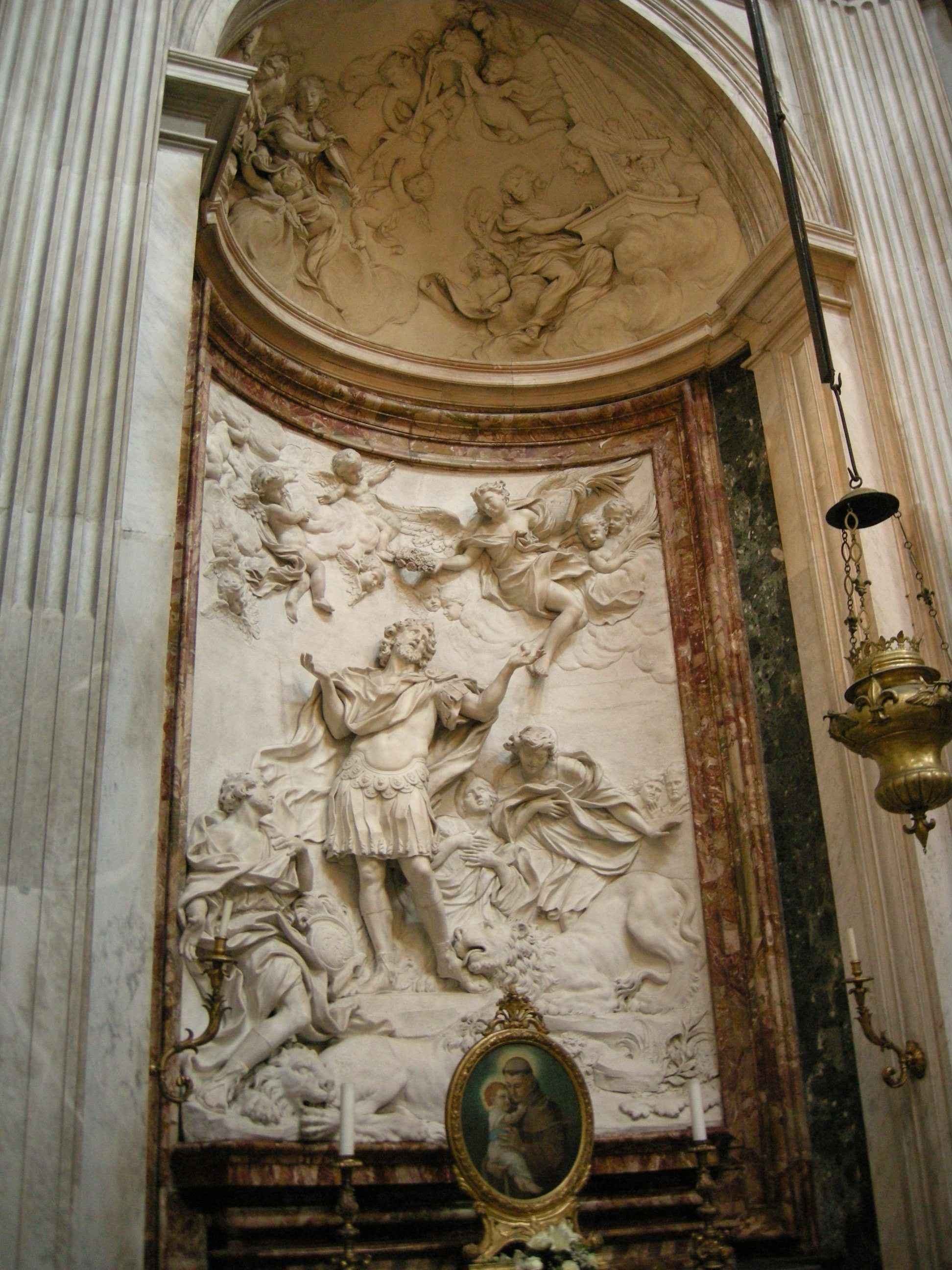
Martirio de San Eustaquio de Cafà
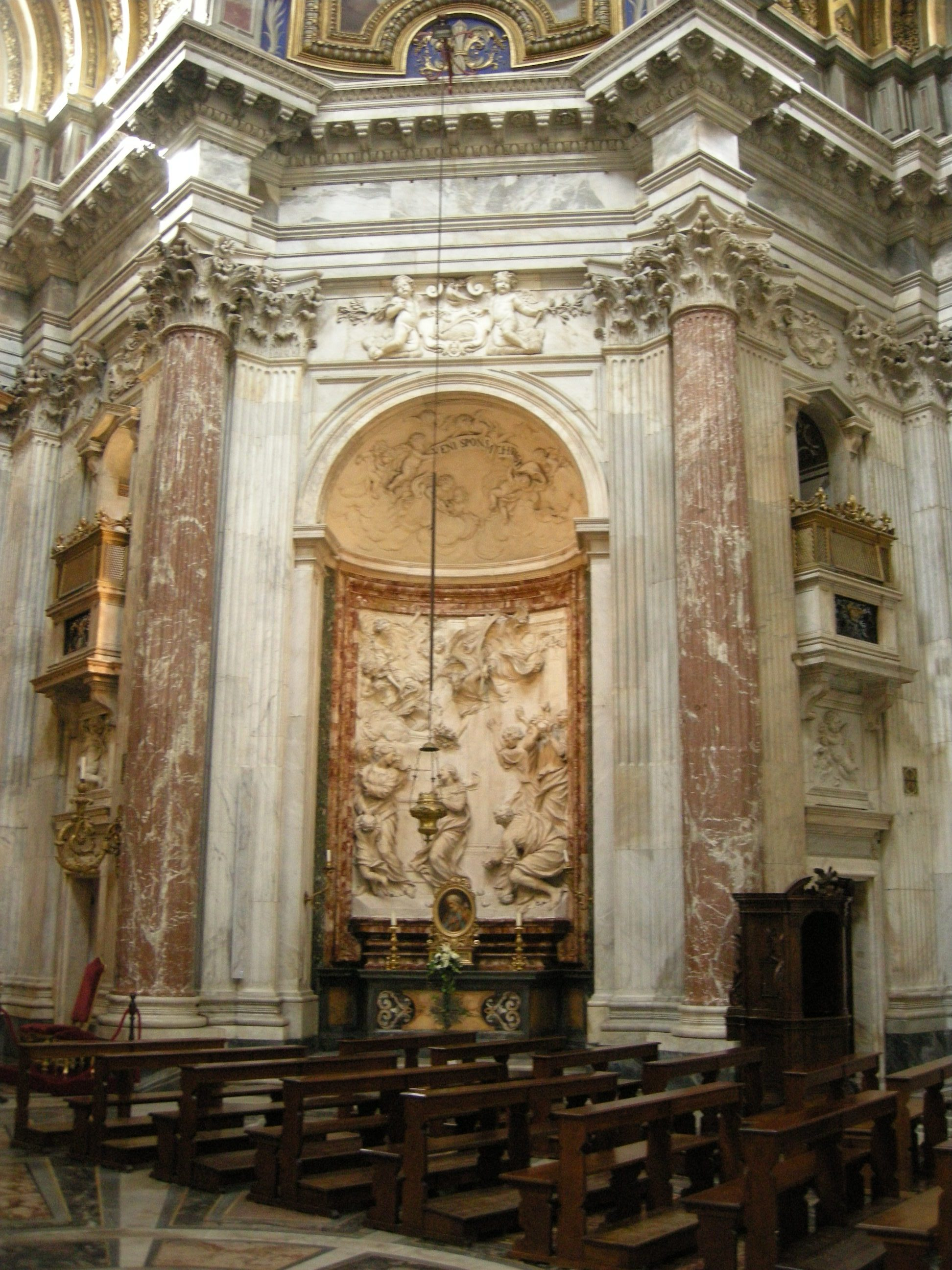
Martirio de Santa Emerentiana de Ferrata
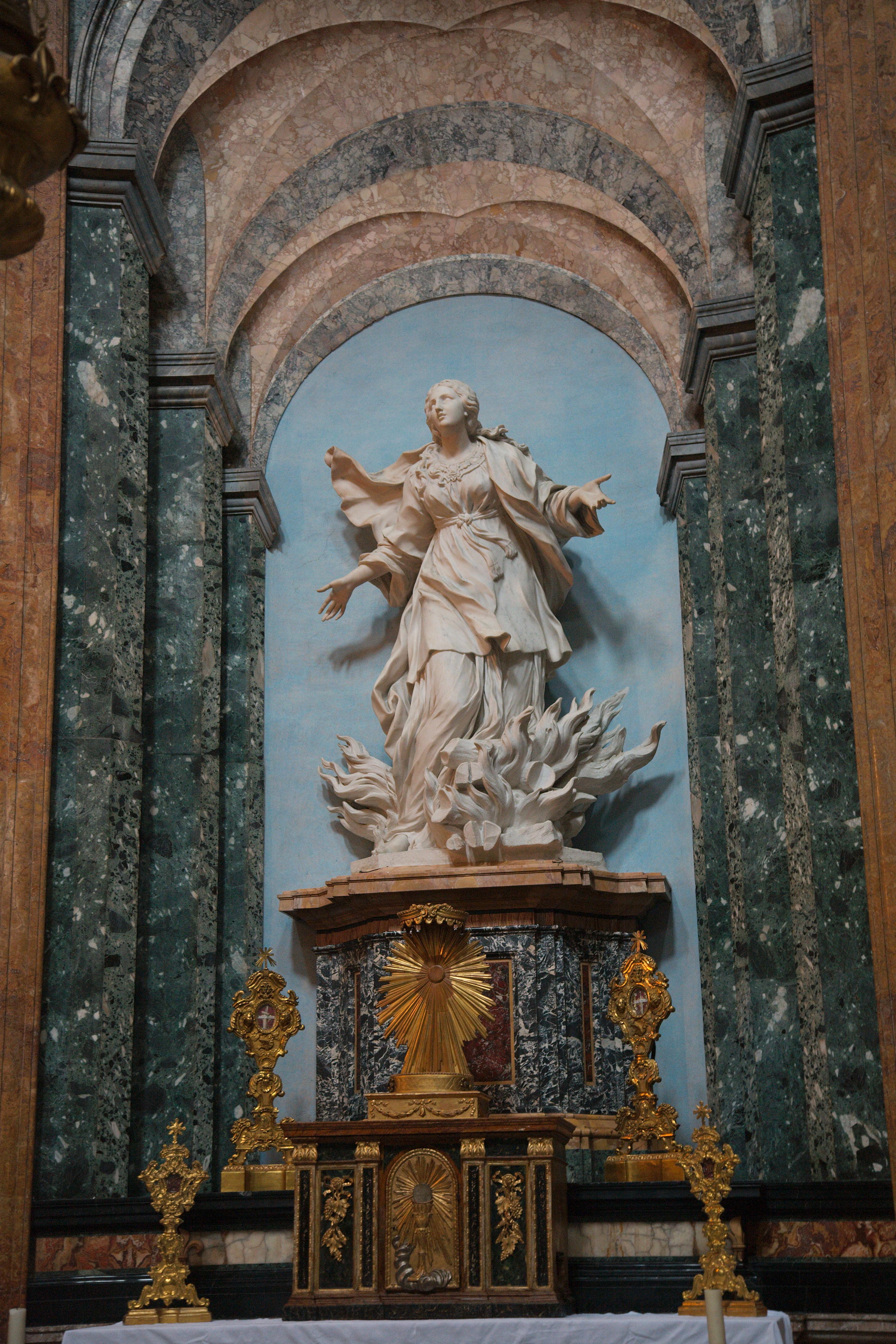
Santa Inés en la pira de Ferrata
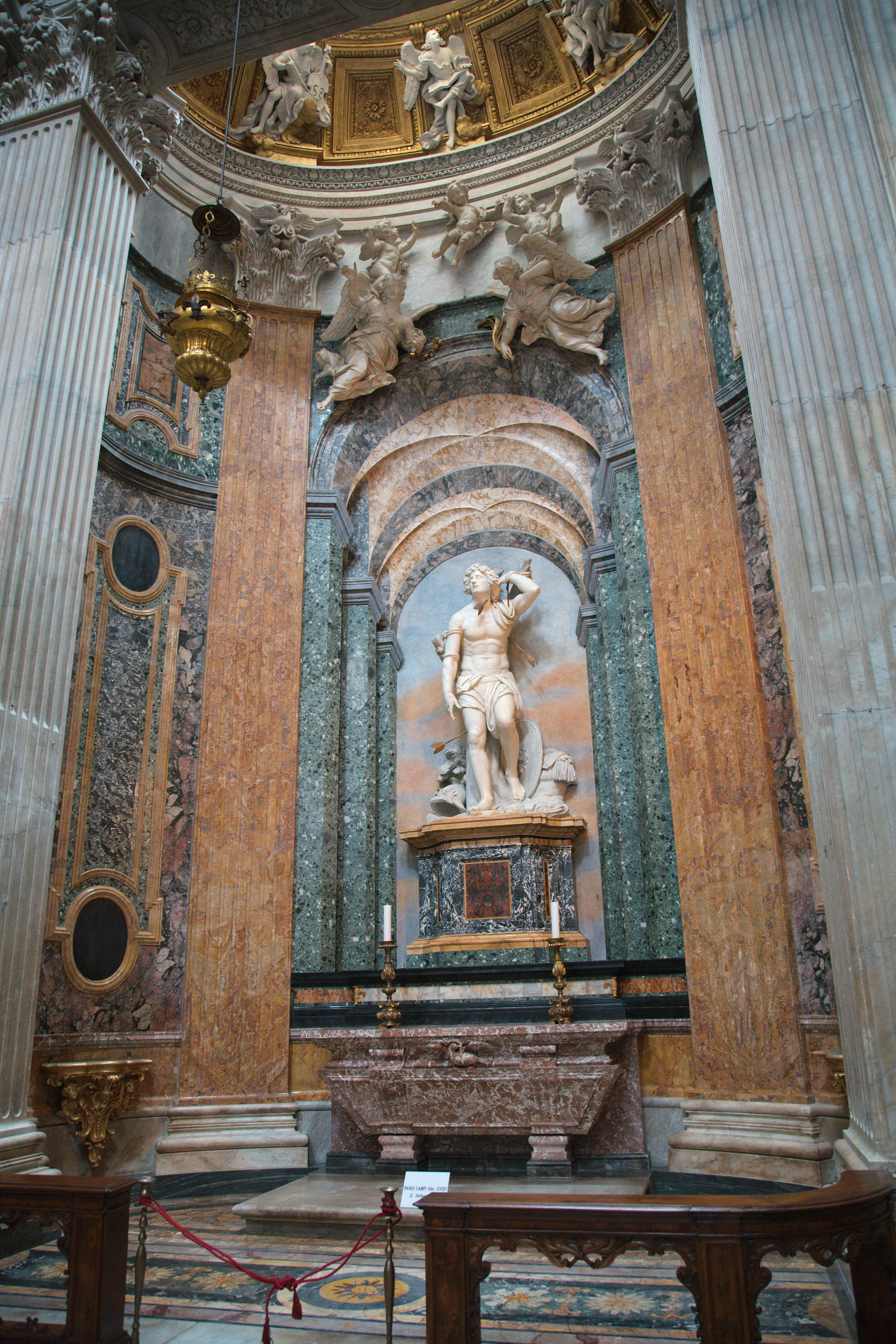
Estatua de San Sebastian, de Campi, y Angeles de Le Gros

Monumentos funerarios
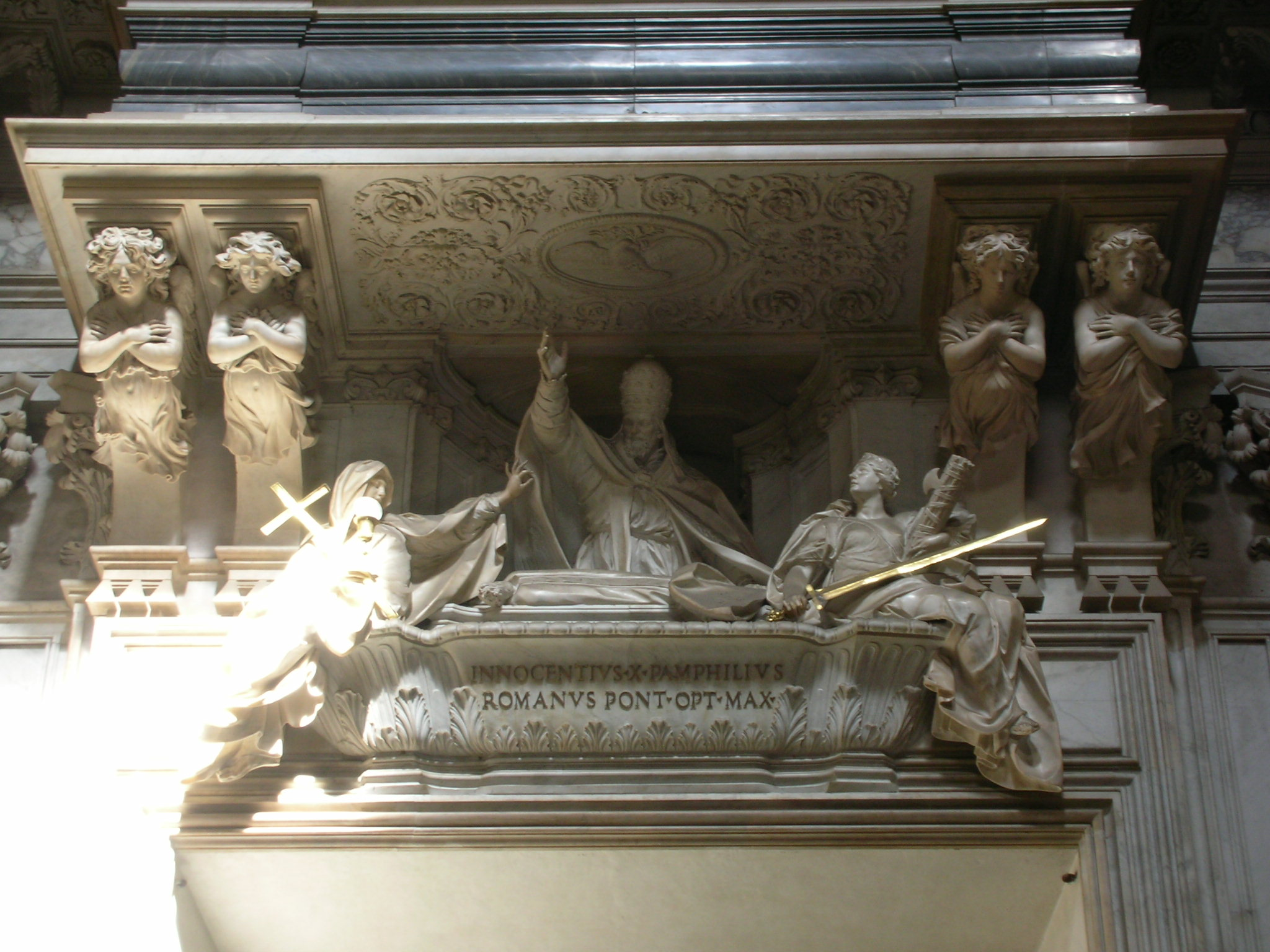
Tumba Monumento del Papa Inocencio X  (1729) de Maini
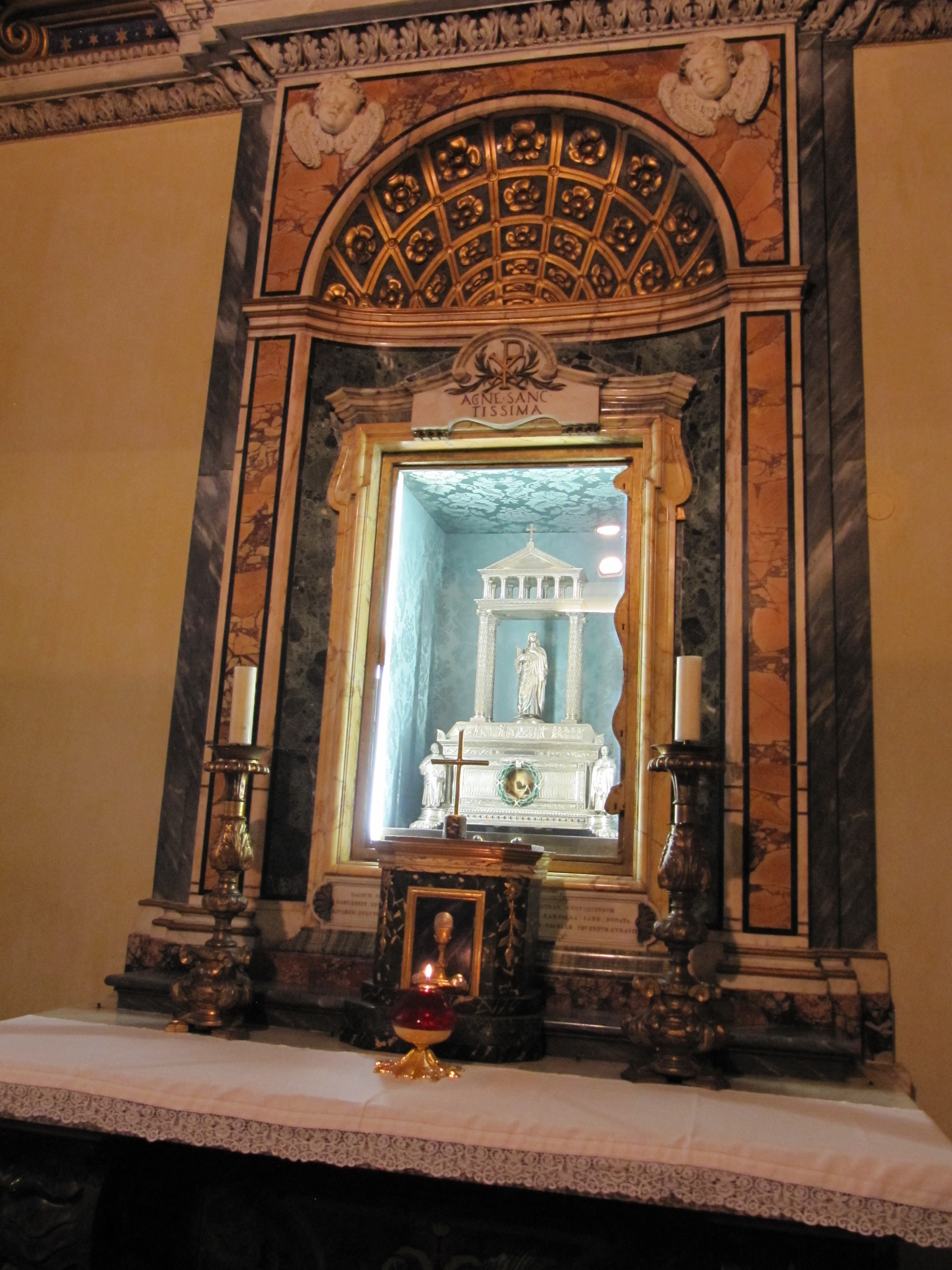
Santuario de Santa Inés
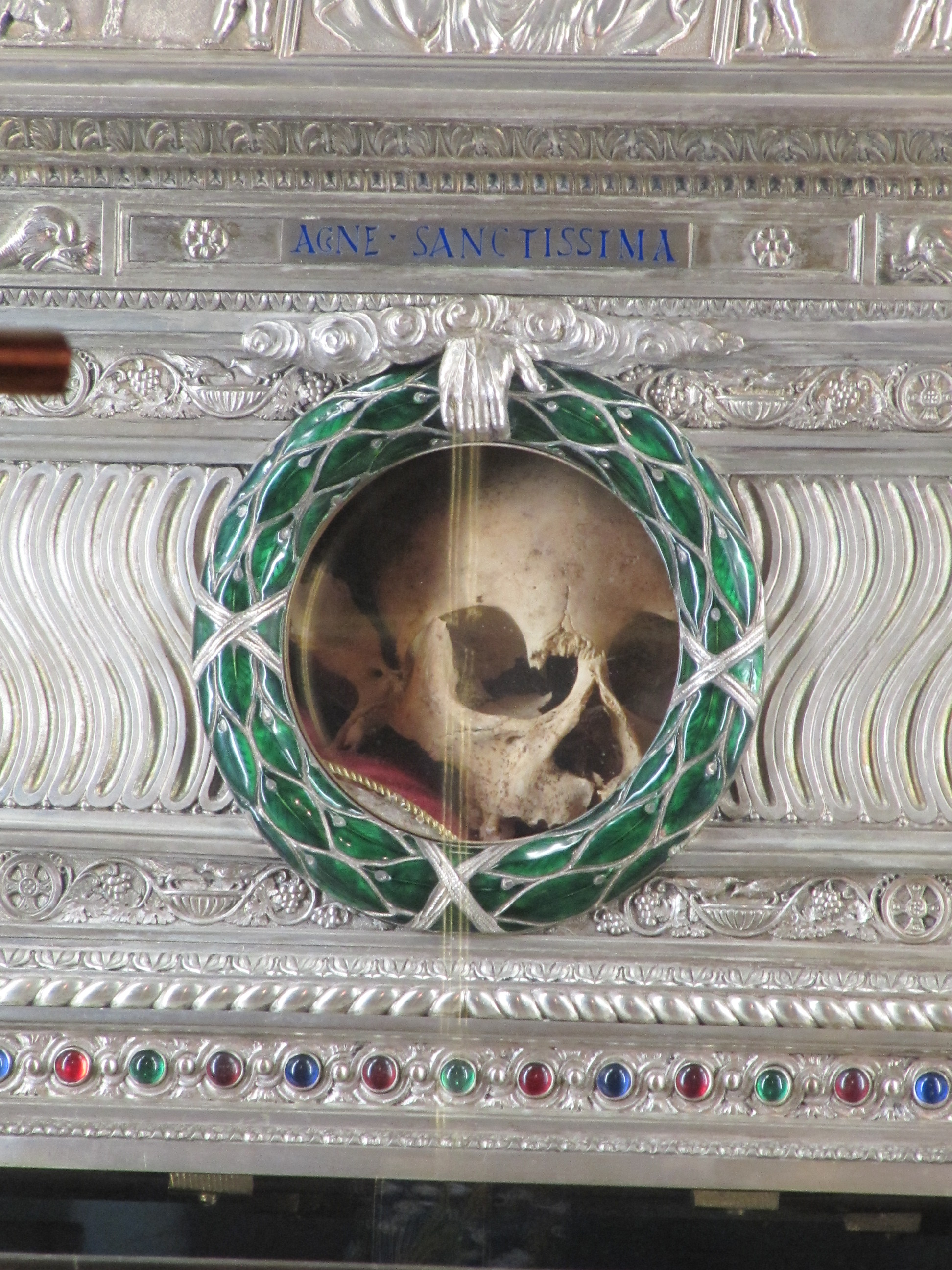
Cráneo de Santa Inés

## Origen del nombre y leyendas
El nombre de esta iglesia no está relacionado con la "agonía" de la mártir: in agone era el antiguo nombre de Piazza Navona (piazza in agone) y a su vez, del griego, 'en el sitio de las competiciones', porque Piazza Navona se construyó siguiendo la forma de un antiguo estadio romano sobre el modelo griego, con un extremo plano, y se usó para las carreras a pie. Desde 'in agone', el uso popular y la pronunciación cambiaron el nombre a 'Navona', pero otros caminos en el área conservaron el nombre original.
La Fuente de los Cuatro Ríos de Bernini está situada frente a la iglesia. A menudo se dice que Bernini esculpió la figura del "Río de la Plata" cubriendo sus ojos como si pensara que la fachada diseñada por su rival Borromini pudiera derrumbarse sobre él. Esta historia, como muchas leyendas urbanas, persiste porque tiene un halo de autenticidad, a pesar de que la fuente de Bernini es anterior a la fachada en algunos años.
Borromini y Bernini se convirtieron en rivales, y más, por los encargos arquitectónicos. Más prominentemente, durante el Papado de Pamphili, se estableció una comisión oficial para estudiar los defectos que habían surgido en los cimientos de los campanarios (construidos bajo la dirección de Bernini) en la fachada de la basílica de San Pedro. En testimonio ante la comisión, Borromini fue uno de los muchos duros críticos que atacaron la ingeniería del proyecto. Finalmente, en un duro golpe al prestigio de Bernini como arquitecto, los campanarios de la fachada se derribaron y nunca se reconstruyeron.

### Cardenales diáconos
- 1998-2013: Lorenzo Cardinal Antonetti
- 2014-presente: Gerhard Ludwig Cardinal Müller